# Włodzimierz (Kotlarow)
Włodzimierz, imię świeckie Władimir Sawwicz Kotlarow (ur. 27 maja 1929 w Aktiubińsku, zm. 19 stycznia 2022 w Petersburgu) – biskup Rosyjskiego Kościoła Prawosławnego, metropolita petersburski i ładoski w latach 1995–2014.

## Życiorys

### Wczesna działalność
Urodził się w rodzinie prawosławnego diakona jako szóste, najmłodsze dziecko w rodzinie. Ukończył technikum w Dżambule przygotowujące do wykonywania zawodu księgowego, po czym wyjechał do Moskwy na naukę w seminarium duchownym. Po jego ukończeniu w 1952 wrócił do Kazachstanu i podjął pracę psalmisty w soborze św. Mikołaja w Ałmaty. 22 maja 1953 przyjął święcenia diakońskie, zaś w roku następnym – kapłańskie, jako celibatariusz, z rąk metropolity ałmackiego Mikołaja. W tym samym roku podjął w trybie zaocznym studia teologiczne na Leningradzkiej Akademii Duchownej, które ukończył po pięciu latach w trybie stacjonarnym. Po uzyskaniu dyplomu kandydata teologii został zatrudniony w Akademii jako wykładowca liturgiki (do 1962), a następnie Pisma Świętego Starego Testamentu. W tym samym charakterze pracował również w leningradzkim seminarium duchownym.
Pod wpływem biskupa jarosławskiego i rostowskiego Nikodema w lutym 1962 złożył wieczyste śluby zakonne w ławrze Troicko-Siergijewskiej, po czym został włączony do składu rosyjskiej misji w Jerozolimie, z godnością archimandryty. Obok Witalija Borowoja był jednym z prawosławnych obserwatorów soboru watykańskiego II. 29 listopada 1962 otrzymał nominację na biskupa zwienigorodzkiego, wikariusza eparchii moskiewskiej. Jego uroczysta chirotonia miała miejsce 30 grudnia tego samego roku z udziałem konsekratorów: patriarchy moskiewskiego i całej Rusi Aleksego, metropolity krutickiego i kołomieńskiego Pimena, arcybiskupów leningradzkiego Nikodema i suroskiego Antoniego oraz biskupa Filareta. Natychmiast po tym wydarzeniu biskup Włodzimierz wyjechał do Genewy jako przedstawiciel Rosyjskiego Kościoła Prawosławnego przy Światowej Radzie Kościołów.

### Biskup
30 marca 1964 na polecenie Synodu Rosyjskiego Kościoła Prawosławnego wrócił do Rosji i objął katedrę woroneską i lipiecką. Już w roku następnym został wyznaczony na honorowego przedstawiciela Patriarchatu Moskiewskiego przy Patriarchacie Antiocheńskim, tytularnego biskupa podolskiego. Do Rosji wrócił w listopadzie 1966, obejmując katedrę kirowską i słobodzką. 7 października 1967 przeniesiony do eparchii berlińskiej i niemieckiej, z godnością egzarchy patriarchy Moskwy dla Europy Środkowej. 20 października tego samego roku podniesiony do godności arcybiskupiej.
W 1970 wyznaczony na arcybiskupa rostowskiego i nowoczerkaskiego, po trzech latach przeniesiony na katedrę irkucką i czycką. Następnie w latach 1975–1980 był arcybiskupem włodzimierskim i suzdalskim, zaś 1980–1987 – krasnodarskim i kubańskim. W 1987 przeniesiony na katedrę pskowską. Jego wielokrotne przenosiny, według słów duchownego, wynikały z interwencji władz radzieckich w działalność Kościoła.
25 lutego 1992 Synod Rosyjskiego Kościoła Prawosławnego nadał mu godność metropolity, zaś w roku następnym ponownie skierował do eparchii rostowskiej i nowoczerkaskiej. 27 grudnia 1995 metropolita Włodzimierz został metropolitą petersburskim i ładoskim, co łączy się z honorowym członkostwem w Świętym Synodzie. Był również tytularnym proboszczem parafii przy soborze Włodzimierskiej Ikony Matki Bożej w Petersburgu.
Początkowo zdecydowany zwolennik ekumenizmu, po konflikcie z częścią duchowieństwa petersburskiego odnoszącego się do tej idei negatywnie, zmienił swoje stanowisko na bardziej sceptyczne.
W 2014 odszedł w stan spoczynku z uwagi na wiek. Jako miejsce jego pobytu wyznaczono Ławrę św. Aleksandra Newskiego w Petersburgu. Metropolita zachował także godność honorowego proboszcza soboru Włodzimierskiej Ikony Matki Bożej. Zmarł w 2022  i został pochowany na Cmentarzu Mikołajewskim w Ławrze Aleksandra Newskiego w Petersburgu.

## Odznaczenia

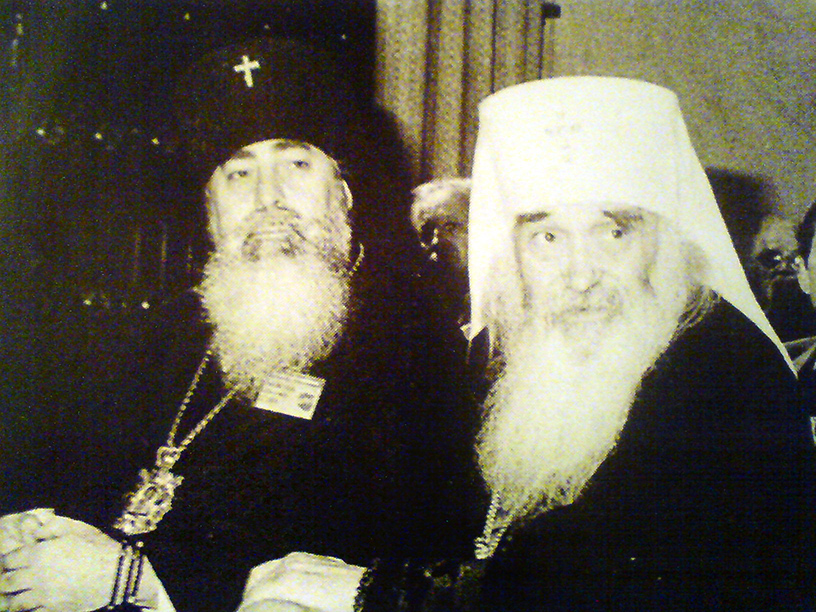
Włodzimierz (Kotlarow) jako arcybiskup krasnodarski z metropolitą warszawskim i całej Polski Bazylim

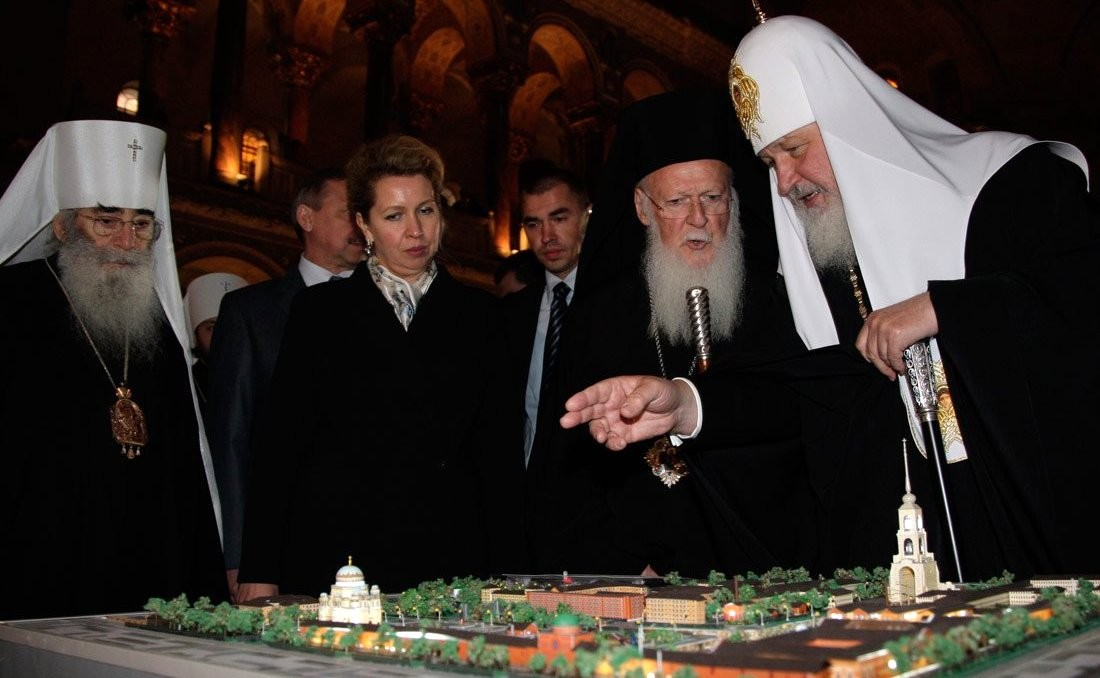
Metropolita Włodzimierz w czasie wizyty patriarchy konstantynopolitańskiego Bartłomieja w Petersburgu. Z prawej patriarcha moskiewski i całej Rusi Cyryl

### Świeckie
- Medal Komitetu Obrony Pokoju (dwukrotnie)
- Medal 850-lecia Moskwy (1997)
- Medal 300-lecia Sankt-Petersburga (2003)
- Medal za zasługi w przeprowadzeniu Rosyjskiego spisu powszechnego w 2002 roku
- Medal za zasługi w przeprowadzeniu Rosyjskiego rolnego spisu powszechnego w 2006 roku
- Order „Za zasługi dla Ojczyzny” II (2004) i III klasy (1999)
- Honorowe obywatelstwo Petersburga[3]
- Order kawalerski Narodowego Orderu Cedru (Liban, 1967)
- Złoty Medal Komitetu „Champs Elysées” (Francja, 1997)
- Order Aleksandra Newskiego (2013)[7]

### Cerkiewne
- Order Świętego Włodzimierza II klasy
- Order Świętego Włodzimierza I klasy (1967)
- Order Świętego Sergiusza Radoneżskiego I klasy (1987)
- Order Świętego Księcia Daniela Moskiewskiego II klasy (dwukrotnie)
- Order Świętego Innocentego Metropolity Moskiewskiego i Kołomieńskiego II klasy
- Order Świętego Makarego Metropolity Moskiewskiego I klasy (2004)
- Order Świętego Aleksego Metropolity Moskiewskiego II klasy (2008)
- Order Świętego Andrzeja Rublowa I klasy (2002)
- Order Świętego Aleksego Metropolity Moskiewskiego I klasy (2012)[8]
- Medal 1400-lecia Monasteru św. Katarzyny na Synaju
- Order Świętego Krzyża Ewangelisty i Apostoła Marka (Patriarchat Aleksandryjski)
- Order Gór Libańskich (Patriarchat Antiochii)
- Order Świętych Równych Apostołom Cyryla i Metodego (Bułgarski Kościół Prawosławny)
- Krzyż Świętego Apostoła Pawła (Patriarchat Antiochii)